# Victoria-Insel (Russland)
Die Victoria-Insel (russisch Остров Виктория; Ostrow Wiktorija) ist eine kleine Insel im Nordpolarmeer zwischen dem norwegischen Spitzbergen-Archipel und der russischen Inselgruppe Franz-Josef-Land. Sie bildet zusammen mit Franz-Joseph-Land das gleichnamige Inselterritorium, das zur Oblast Archangelsk gehört.

## Geographie
Die Victoria-Insel ist die westlichste der russischen Arktisinseln. Von Alexandraland, der westlichsten Insel Franz-Josef-Lands, ist sie 160 km entfernt, von Kvitøya, der östlichsten Insel Spitzbergens, 61 km. Die Victoria-Insel hat eine Fläche von 10,8 km² und ist fast vollständig von einer Eiskappe bedeckt, deren höchster Punkt 105 m über Meeresniveau liegt. In den 1990er Jahren waren lediglich zehn Hektar Land an der Nordspitze der Insel nicht vergletschert. Seitdem hat sich das Eis zurückgezogen und einen schmalen Strand an der Nordwestküste freigegeben. Die Fläche der Eiskappe betrug 2010 nur noch 6,1 km².

## Geschichte
Am 20. Juli 1898 wurde die Insel durch die Norweger Johannes Nilsen und Ludvig Bernard Sebulonsen entdeckt. Am folgenden Tag sichtete P. W. Nilsen, Kapitän des Dampfers Victoria, der dem englischen Abenteurer Arnold Pike gehörte, die Insel und benannte sie nach dem Schiff.
In den Jahren 1929 bis 1932 war der Besitz der Victoria-Insel zwischen Norwegen und der Sowjetunion umstritten. Die Sowjetunion beanspruchte seit 1926 den Sektor zwischen ihrer Küste und dem Nordpol, einschließlich Franz-Josef-Lands und der Victoria-Insel. Norwegen hatte dagegen protestiert und versuchte seinerseits, Tatsachen zu schaffen. Ein erster Versuch, die Victoria-Insel und Teile Franz-Josef-Lands in Besitz zu nehmen, scheiterte 1929 an den widrigen Eisverhältnissen. Dagegen gelang es dem sowjetischen Eisbrecher Sedow, die Hooker-Insel zu erreichen, wo Otto Juljewitsch Schmidt am 29. Juli 1929 die sowjetische Flagge hisste und den Grundstein für eine Forschungsstation legte. Im Gegenzug entsandte Norwegen 1930 das Expeditionsschiff Bratvaag. Der Expeditionsleiter Gunnar Horn nahm die gesamte Victoria-Insel am 8. August für den Schiffseigner Harald M. Leite in Besitz. Als aber die Sowjetunion die Insel ihrerseits am 29. August 1932 annektierte, fand sich die norwegische Regierung damit ab.
Während des Kalten Krieges wurde auf Victoria eine ständig bemannte militärische Wetter- und Funkstation bei Kap Knipowitsch (nördlichster Punkt der Insel) unterhalten. Die Station wurde 1994 aufgegeben. Die Stationsgebäude sind noch auf Satellitenbildern zu sehen.

## Zeitzone
Die Zeitzone ist MEZ +1 Stunde (für das eigentliche Franz-Joseph-Land MEZ +2 Stunden).